# Grand Prix Kanady 2012
Grand Prix Kanady 2012 (oficiálně Formula 1 Grand Prix du Canada 2012) se jela na okruhu Circuit Gilles Villeneuve v Montréalu v Kanadě dne 10. června 2012. Závod byl sedmým v pořadí v sezóně 2012 šampionátu Formule 1.

## Kvalifikace
| Poř.                       | No. | Jezdec             | Konstruktér          | Časy v kvalifikaci | Časy v kvalifikaci | Časy v kvalifikaci | Pořadí na startu |
| Poř.                       | No. | Jezdec             | Konstruktér          | Q1                 | Q2                 | Q3                 | Pořadí na startu |
| -------------------------- | --- | ------------------ | -------------------- | ------------------ | ------------------ | ------------------ | ---------------- |
| 1                          | 1   | Sebastian Vettel   | Red Bull-Renault     | 1:14.661           | 1:14.187           | 1:13.784           | 1                |
| 2                          | 4   | Lewis Hamilton     | McLaren-Mercedes     | 1:14.891           | 1:14.371           | 1:14.087           | 2                |
| 3                          | 5   | Fernando Alonso    | Ferrari              | 1:14.916           | 1:14.314           | 1:14.151           | 3                |
| 4                          | 2   | Mark Webber        | Red Bull-Renault     | 1:14.956           | 1:14.479           | 1:14.346           | 4                |
| 5                          | 8   | Nico Rosberg       | Mercedes             | 1:15.098           | 1:14.568           | 1:14.411           | 5                |
| 6                          | 6   | Felipe Massa       | Ferrari              | 1:15.194           | 1:14.641           | 1:14.465           | 6                |
| 7                          | 10  | Romain Grosjean    | Lotus-Renault        | 1:15.163           | 1:14.627           | 1:14.645           | 7                |
| 8                          | 11  | Paul di Resta      | Force India-Mercedes | 1:15.019           | 1:14.639           | 1:14.705           | 8                |
| 9                          | 7   | Michael Schumacher | Mercedes             | 1:14.892           | 1:14.480           | 1:14.812           | 9                |
| 10                         | 3   | Jenson Button      | McLaren-Mercedes     | 1:14.799           | 1:14.680           | 1:15.182           | 10               |
| 11                         | 14  | Kamui Kobajaši     | Sauber-Ferrari       | 1:15.101           | 1:14.688           |                    | 11               |
| 12                         | 9   | Kimi Räikkönen     | Lotus-Renault        | 1:14.995           | 1:14.734           |                    | 12               |
| 13                         | 12  | Nico Hülkenberg    | Force India-Mercedes | 1:15.107           | 1:14.748           |                    | 13               |
| 14                         | 16  | Daniel Ricciardo   | Toro Rosso-Ferrari   | 1:15.552           | 1:15.078           |                    | 14               |
| 15                         | 15  | Sergio Pérez       | Sauber-Ferrari       | 1:15.326           | 1:15.156           |                    | 15               |
| 16                         | 19  | Bruno Senna        | Williams-Renault     | 1:14.995           | 1:15.170           |                    | 16               |
| 17                         | 18  | Pastor Maldonado   | Williams-Renault     | 1:14.979           | 1:15.231           |                    | 22               |
| 18                         | 20  | Heikki Kovalainen  | Caterham-Renault     | 1:16.263           |                    |                    | 17               |
| 19                         | 21  | Vitalij Petrov     | Caterham-Renault     | 1:16.482           |                    |                    | 18               |
| 20                         | 17  | Jean-Éric Vergne   | Toro Rosso-Ferrari   | 1:16.602           |                    |                    | 19               |
| 21                         | 22  | Pedro de la Rosa   | HRT-Cosworth         | 1:17.492           |                    |                    | 20               |
| 22                         | 24  | Timo Glock         | Marussia-Cosworth    | 1:17.901           |                    |                    | 21               |
| 23                         | 25  | Charles Pic        | Marussia-Cosworth    | 1:18.255           |                    |                    | 23               |
| 24                         | 23  | Narain Karthikeyan | HRT-Cosworth         | 1:18.330           |                    |                    | 24               |
| 107% času vítěze: 1:19.887 |     |                    |                      |                    |                    |                    |                  |
| Zdroj:                     |     |                    |                      |                    |                    |                    |                  |

Poznámky
1. ↑  Pastor Maldonado obdržel trest posunu o 5 míst vzad za neplánovanou výměnu převodovky.

## Závod
| Poř.   | No. | Jezdec             | Konstruktér          | Počet kol | Čas/Odstoupení | Pořadí na startu | Body |
| ------ | --- | ------------------ | -------------------- | --------- | -------------- | ---------------- | ---- |
| 1      | 4   | Lewis Hamilton     | McLaren-Mercedes     | 70        | 1:32:29.586    | 2                | 25   |
| 2      | 10  | Romain Grosjean    | Lotus-Renault        | 70        | +2.513         | 7                | 18   |
| 3      | 15  | Sergio Pérez       | Sauber-Ferrari       | 70        | +5.260         | 15               | 15   |
| 4      | 1   | Sebastian Vettel   | Red Bull-Renault     | 70        | +7.295         | 1                | 12   |
| 5      | 5   | Fernando Alonso    | Ferrari              | 70        | +13.411        | 3                | 10   |
| 6      | 8   | Nico Rosberg       | Mercedes             | 70        | +13.842        | 5                | 8    |
| 7      | 2   | Mark Webber        | Red Bull-Renault     | 70        | +15.085        | 4                | 6    |
| 8      | 9   | Kimi Räikkönen     | Lotus-Renault        | 70        | +15.567        | 12               | 4    |
| 9      | 14  | Kamui Kobajaši     | Sauber-Ferrari       | 70        | +24.432        | 11               | 2    |
| 10     | 6   | Felipe Massa       | Ferrari              | 70        | +25.272        | 6                | 1    |
| 11     | 11  | Paul di Resta      | Force India-Mercedes | 70        | +37.693        | 8                |      |
| 12     | 12  | Nico Hülkenberg    | Force India-Mercedes | 70        | +46.236        | 13               |      |
| 13     | 18  | Pastor Maldonado   | Williams-Renault     | 70        | +47.052        | 22               |      |
| 14     | 16  | Daniel Ricciardo   | Toro Rosso-Ferrari   | 70        | +1:04.475      | 14               |      |
| 15     | 17  | Jean-Éric Vergne   | Toro Rosso-Ferrari   | 69        | +1 kolo        | 19               |      |
| 16     | 3   | Jenson Button      | McLaren-Mercedes     | 69        | +1 kolo        | 10               |      |
| 17     | 19  | Bruno Senna        | Williams-Renault     | 69        | +1 kolo        | 16               |      |
| 18     | 20  | Heikki Kovalainen  | Caterham-Renault     | 69        | +1 kolo        | 17               |      |
| 19     | 21  | Vitalij Petrov     | Caterham-Renault     | 69        | +1 kolo        | 18               |      |
| 20     | 25  | Charles Pic        | Marussia-Cosworth    | 67        | +3 kola        | 23               |      |
| Ret    | 24  | Timo Glock         | Marussia-Cosworth    | 56        | Brzdy          | 21               |      |
| Ret    | 7   | Michael Schumacher | Mercedes             | 43        | Hydraulika     | 9                |      |
| Ret    | 22  | Pedro de la Rosa   | HRT-Cosworth         | 24        | Brzdy          | 20               |      |
| Ret    | 23  | Narain Karthikeyan | HRT-Cosworth         | 22        | Brzdy          | 24               |      |
| Zdroj: |     |                    |                      |           |                |                  |      |

## Průběžné pořadí po závodě
Pohár jezdců
|   | Pořadí | Jezdec           | Body |
| - | ------ | ---------------- | ---- |
| 3 | 1      | Lewis Hamilton   | 88   |
| 1 | 2      | Fernando Alonso  | 86   |
| 1 | 3      | Sebastian Vettel | 85   |
| 1 | 4      | Mark Webber      | 79   |
|   | 5      | Nico Rosberg     | 67   |

Pohár konstruktérů
|   | Pořadí | Konstruktér      | Body |
| - | ------ | ---------------- | ---- |
|   | 1      | Red Bull-Renault | 164  |
|   | 2      | McLaren-Mercedes | 133  |
| 1 | 3      | Lotus-Renault    | 108  |
| 1 | 4      | Ferrari          | 97   |
|   | 5      | Mercedes         | 69   |